# Ato Essandoh
Ato Essandoh, né le 29 juillet 1972 à Schenectady, dans l'État de New York, est un acteur américain de cinéma et de télévision.

## Biographie
Ato Essandoh naît de parents originaires du Ghana (Afrique de l'Ouest). Il est diplômé de la New Rochelle High School (en) (New Rochelle) en 1990 puis obtient un baccalauréat universitaire ès sciences en génie chimique à l'Université Cornell où il rejoint la fraternité Phi Kappa Psi puis la Irving Literary Society (en).
Il étudie également le théâtre à l'Acting Studio à New York. Il est aussi dramaturge et auteur de Black Thang, publiée dans l'anthologie Plays and Playwrights 2003.

## Filmographie

### Cinéma

#### Longs métrages
- 2001 : The Experience Box de Reid Green et Florian Sachisthal : Daniel
- 2002 : Oncle Roger (Roger Dodger) de Dylan Kidd : Le videur
- 2004 : Garden State de Zach Braff : Titembay
- 2004 : Saving Face d'Alice Wu : Jay
- 2005 : Hitch, expert en séduction (Hitch) d'Andy Tennant : Tanis
- 2005 : Petites Confidences (à ma psy) (Prime) de Ben Younger : Damien
- 2006 : Blood Diamond d'Edward Zwick : Commandant Rambo
- 2006 : East Broadway de Fay Ann Lee : Jamal
- 2006 : Brother's Shadow de Todd S. Yellin : Soy
- 2007 : Millennium Crisis d'Andrew Bellware : Harkness
- 2008 : Mia et le Migou de Jacques-Rémy Girerd : Baklava (voix anglaise)
- 2008 : Nos nuits à Rodanthe (Nights in Rodanthe) de George C. Wolfe : L'amant de Jean
- 2010 : American Trip ((Get Him to the Greek) de Judd Apatow : Un batteur
- 2010 : Camp Hell de George VanBuskirk : Le prêtre
- 2011 : Art and Sex de Reid Green et Florian Sachisthal : Daniel
- 2012 : Django Unchained de Quentin Tarantino : D'Artagnan
- 2012 : The Discoverers de Justin Schwarz : Winston
- 2014 : Le Rôle de ma vie (Wish I Was Here) de Zach Braff : le troisième acteur à l'audition
- 2016 : Jason Bourne de Paul Greengrass : Craig Jeffers
- 2019 : X-Men : Dark Phoenix de Simon Kinberg : Jones
- 2022 : Outpost de Joe Lo Truglio : Earl
- 2023 : Reptile de Grant Singer : Dan Cleary

#### Courts métrages
- 2001 : The Accident de John Fletcher : Cassius
- 2005 : Dawn's Early Light de Paul Mollan : James
- 2011 : Tu & Eu d'Eddie Shieh : Dr Champagne
- 2013 : A Life for a Life de Chandra Kilaru : Boyle
- 2016 : The Vampire Leland de Tijuana Ricks : Le Monseigneur
- 2017 : Frank Embree de Skinner Myers : Charles Embree (voix)

### Télévision

#### Séries télévisées
- 2001 : New York 911 (Third Watch) : Un cycliste
- 2003 : Line of Fire : Archibald "Crazy Jazz" Lincoln
- 2003 / 2007 : New York, unité spéciale (Law and Order: Special Victims Unit) : Jason Hendri / André Blair
- 2005 : Commander in Chief : Manute Obama
- 2006 : Conviction : Byron "B-Fly" Williams
- 2009 : Royal Pains : Antoine
- 2010 : New York, section criminelle (Law and Order: Criminal Intent) : Hassan
- 2011 : Damages : Un démineur
- 2011 : FBI : Duo très spécial (White Collar) : Frederick Bilal
- 2011 - 2016 : Blue Bloods : Révérend Darnell Potter
- 2012 - 2013 : Copper : Dr Matthew Freeman
- 2012 - 2018 : Elementary : Alfredo Llamosa
- 2013 : The Good Wife : Dr Elliott Chesterfield
- 2014 : Believe : Agent Garner
- 2014 : Madam Secretary : King Nungunde
- 2015 : Person of Interest : Ray Pratt
- 2015 : Girls : Dr August
- 2016 : Vinyl : Lester Grimes
- 2016 - 2021 : Chicago Med : Dr Isidore Latham (rôle récurrent (saisons 2-5) ; rôle d'invité (saison 6))
- 2018 - 2020 : Altered Carbon : Vernon Elliot
- 2019 : The Code : Major Trey Ferry
- 2020 : Tales from the Loop : Gaddis
- 2020 : Away : Dr Kwesi Weisberg-Abban
- 2021 : Evil : Nathan Katsaris
- 2022 : Let the Right One In : Frank
- 2023 : Extrapolations : Marco
- 2023 - présent : La Diplomate (The Diplomat) : Stuart Heyford